# Carex xiphium
Espèce
Classification phylogénétique
Carex xiphium est une espèce des plantes du genre Carex et de la famille des Cyperaceae.